# انیماکس
انیماکس (به ژاپنی: アニマックス  Animakkusu، به انگلیسی: Animax) یک شبکهٔ تلویزیونی ماهوارهای ژاپنی است که به‌طور ۲۴ ساعته به پخش انیمه مشغول است. شرکت سونی مؤسس و سهام‌دار اصلی انیماکس می‌باشد. دفتر اصلی انیماکس در منطقهٔ میناتوی توکیو قرار دارد.
انیماکس علاوه بر ژاپن، در تایوان، هنگ کنگ، کره جنوبی، جنوب و جنوب شرق آسیا، آمریکای لاتین و اروپا به فعالیت مشغول است.